# جلين جيمس
جلين جيمس (بالإنجليزية: Glyn James)‏ (17 ديسمبر 1941 في المملكة المتحدة - ) هو لاعب كرة قدم بريطاني في مركز الدفاع. شارك مع منتخب ويلز لكرة القدم. أما مع النوادي، فقد لعب مع نادي بلاكبول وDruids F.C. ‏.

## وصلات خارجية
- جلين جيمس على موقع قاعدة بيانات كرة القدم.إي يو (الإنجليزية)